# エルムホール
エルムホール（ELM Hall）は、北海道札幌市手稲区西宮の沢にあるコンサートホール。

## 沿革
- 2005年（平成17年） - 開館。

## 概要

### 基本設備
- 基本音響
- 基本照明
- ピアノ椅子×2
- ピアノ足台×1
- ピアノ補助ペダル×1
- EL補助ペダル×1（PK・EXP）
- 譜面台×2
- 司会者用マイク×1
- 楽屋

## 交通機関

### 鉄道
- 札幌市営地下鉄東西線宮の沢駅から徒歩18分。
- 北海道旅客鉄道（JR北海道）函館本線稲積公園駅から徒歩20分。

### 路線バス
- ジェイ・アール北海道バス・北海道中央バス「西宮の沢4条3丁目停留所」から徒歩1分。
- ジェイ・アール北海道バス「西宮の沢5条2丁目停留所」から徒歩5分。